# Università Complutense di Madrid
L'Università Complutense (in spagnolo Universidad Complutense de Madrid) ha sede a Madrid ed è una delle più antiche e prestigiose università spagnole: è membro dell'Europaeum, l'associazione delle dieci principali università europee.
L'aggettivo Complutense deriva da Complutum, nome latino della città di Alcalá de Henares, sede originaria dell'università.
Da non confondere con la nuova Università di Alcalá de Henares creata nel 1977 e che utilizza parzialmente gli edifici originali della prima Università (che sono un bene protetto dall'UNESCO dal 1998).

## Storia
L'università attuale è la "discendente" di una serie di istituzioni educative che nei secoli si sono unite e hanno subito cambi di nome. La prima istituzione fu l'Università di Alcalá, fondata il 20 maggio 1293 come Studium Generale da re Sancho IV di Castiglia ad Alcalá de Henares (in latino Complutum, donde il nome), ma venne elevata al rango di Università da papa Alessandro VI nel 1499.
Nel 1836, per volere della reggente della regina Isabella II, la sua sede fu trasferita a Madrid. Sempre a Madrid, nel 1822 si erano unite i Reales Estudios de San Isidro e il Real Museo de Ciencias Naturales de Madrid. L'Università di Madrid fu originariamente chiamata "Universidad Literaria". Nel 1850 o 1851 fu ribattezzata "Universidad Central".
Alfonso XIII iniziò nel 1927 la costruzione di un vasto campus universitario (La Moncloa) che venne però in gran parte distrutto nel corso della guerra civile e ricostruito negli anni successivi. Tra il 1943 e il 1970 sarebbe stata conosciuta con il nome "Universidad de Madrid", fino ad adottare definitivamente il nome "Università Complutense di Madrid".

## Campus
Le sue strutture didattiche sono distribuite fra due campus (quello di Moncloa, nell'omonimo quartiere e quello di Somosaguas, che si trova nel comune di Pozuelo de Alarcón) e un edificio storico sito nella zona di Malasaña.